# Jogos Olímpicos de Verão de 1904
Jogos Olímpicos de Verão de 1904 (em inglês: 1904 Olympic Games), conhecidos oficialmente como Jogos da III Olímpiada foram os Jogos realizados na cidade de Saint Louis, no estado do Missouri, Estados Unidos. Da mesma maneira que os Jogos anteriores em Paris, eles foram novamente integrados a uma grande exposição e feira de negócios, desta vez a Louisiana Purchase Exhibition, sem nenhuma relação com o esporte. Também como em Paris, os Jogos foram alongados para uma duração de cinco meses, sendo inaugurados em 1 de julho e tendo seu encerramento em 23 de novembro de 1904.
Indignado com a situação, que em tudo repetia a desorganização e o descaso mostrado nos Jogos de Paris quatro anos antes, o Barão Pierre de Coubertin, mesmo recebendo uma carta do Presidente Theodore Roosevelt implorando sua presença, recusou-se a comparecer a St. Louis para a cerimônia de abertura e permaneceu na Europa.
Por causa da grande distância transoceânica, vários países da Europa não comparecerem e os países participantes limitaram-se a 12, com 16 modalidades esportivas sendo disputadas, sendo que mais de três quartos dos 651 atletas presentes (645 homens e 6 mulheres) eram dos próprios Estados Unidos, o que explica a grande quantidade de medalhas conquistadas pelo país anfitrião e a enorme diferença no quadro de medalhas para o segundo colocado.

## Fatos e destaques

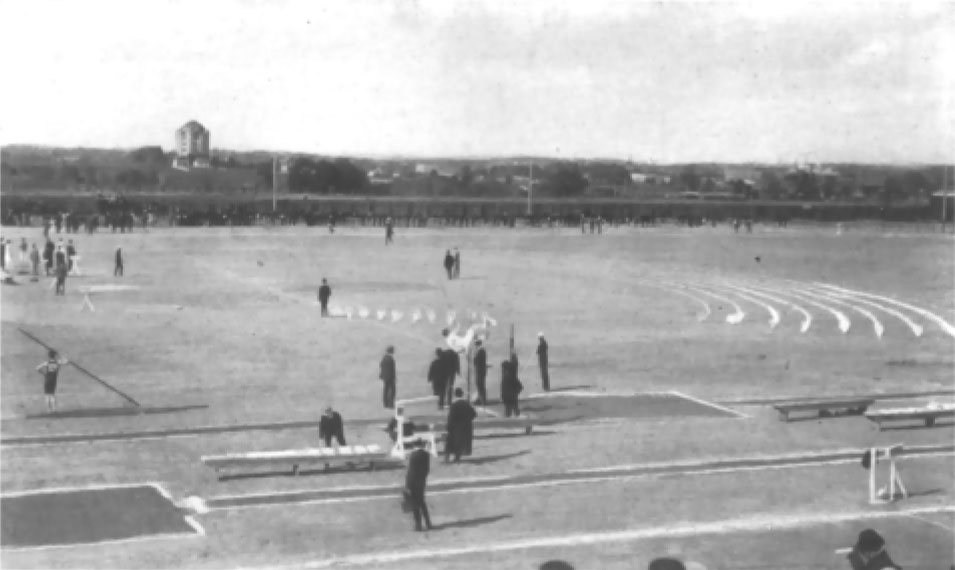
Estádio Francis Field durante os Jogos

- Foi nestes Jogos que pela primeira vez foram entregues aos vencedores as medalhas de ouro, prata e bronze, como hoje conhecemos.

- O velocista norte-americano Archie Hahn, apelidado de "Meteoro de Milwaukee", foi o grande nome do atletismo, vencendo as provas dos 60 m, 100 m e 200 metros rasos.[1]

- George Poage, dos Estados Unidos, tornou-se o primeiro negro a conquistar uma medalha olímpica, de bronze, nos 200 m e 400 metros com barreiras.[2]

- Como exemplo das instalações precárias dos Jogos de Saint Louis, assim como nos anteriores de Paris, as provas de natação foram disputadas num grande tanque de águas turvas, habitado por peixes e alguns batráquios.

- Nesta edição, o boxe e o decatlo estrearam nos Jogos Olímpicos.[3]

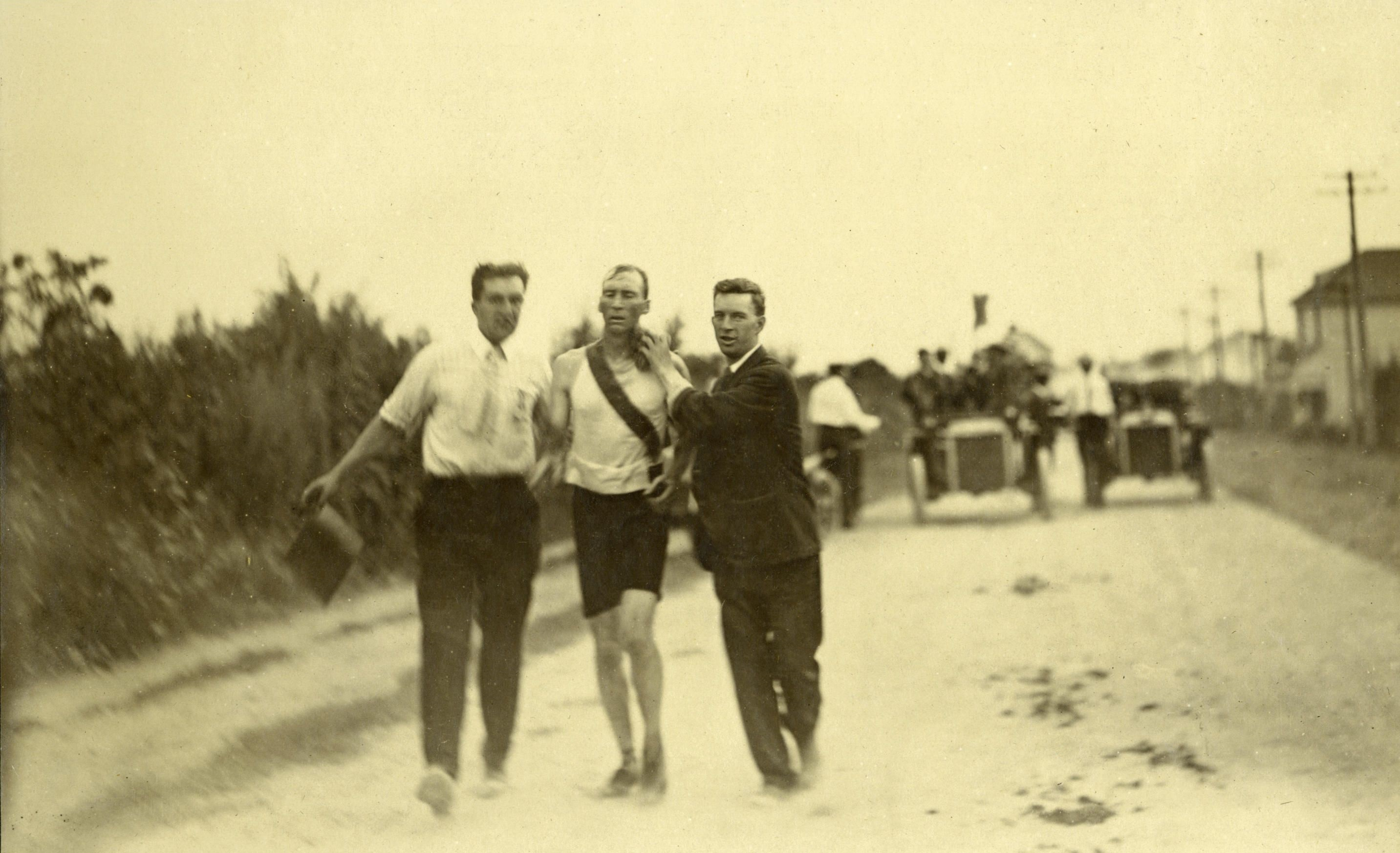
Thomas Hicks ajudado pela equipe durante a maratona

- Na prova da maratona, o norte-americano Fred Lorz foi desclassificado após cruzar em primeiro a linha de chegada, quando se descobriu que ele havia percorrido mais de dezoito quilômetros da prova no carro de um amigo. A medalha de ouro então foi dada a outro americano, Thomas Hicks, que durante a prova foi várias vezes reanimado para prosseguir à base de ovos crus, conhaque e estricnina, por seu técnico e pela equipe de apoio. Hicks cruzou a linha de chegada bêbado e delirando. Nunca mais correu outra maratona.

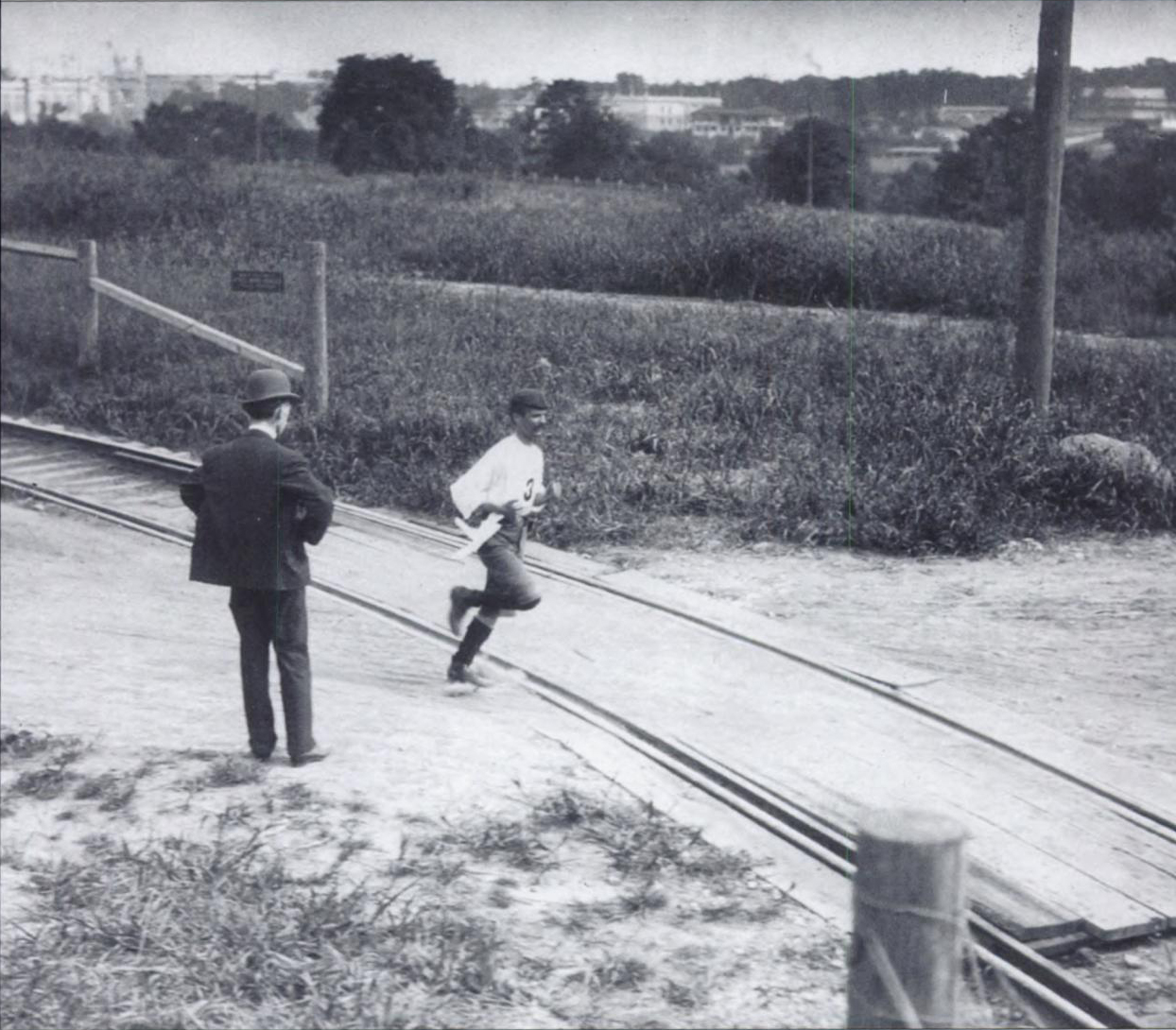
Félix Carvajal na maratona dos Jogos de Saint Louis

- Talvez o mais pitoresco de todos os participantes destes Jogos tenha sido o cubano Félix Carvajal, um carteiro de Havana, também na maratona. Carvajal, um homem magro de 1,50 m de altura e grandes bigodes, depois de uma verdadeira odisseia para ir de Cuba até Saint Louis, apareceu na largada da prova trajando boina, camisa, calças compridas e calçando um coturno. Os organizadores obviamente tentaram impedir sua participação, mas atletas americanos, simpatizando e apiedados do pequenino cubano, lhe ajudaram a transformar sua vestimenta em algo parecido com um equipamento esportivo, cortando a calça até os joelhos, encurtando a camisa e lhe emprestando uma sapatilha de corrida. Assim trajado, chegou em quarto lugar na prova e talvez pudesse até ter ganho uma medalha caso não parasse ocasionalmente durante o percurso para conversar com passantes, surrupiar pêssegos dos fiscais ou invadir uma pomar de maçãs atrás de alimento, o que lhe causou grande cólica estomacal ao fim do percurso pois as frutas estavam verdes. Carvajal virou o pequeno herói e mascote de seus adversários, que se cotizaram para lhe pagar a passagem de volta a Havana e lhe deram de presente uma placa de prata, com a inscrição: "A Felix, o IV, o mais glorioso vencido da história dos Jogos".

- O ginasta George Eyser, dos Estados Unidos, foi um dos mais incríveis atletas dos Jogos de Saint Louis conquistando seis medalhas, três delas de ouro, sendo que sua perna esquerda, devido a uma amputação na infância, era uma perna de pau.[4]

## Modalidades disputadas
| - Atletismo - Boxe - Cabo de guerra - Ciclismo - Esgrima - Futebol - Ginástica - Golfe - Halterofilismo | - Lacrosse - Natação - Polo aquático - Remo - Roque - Saltos ornamentais - Tênis - Tiro com arco - Lutas |

## Países participantes

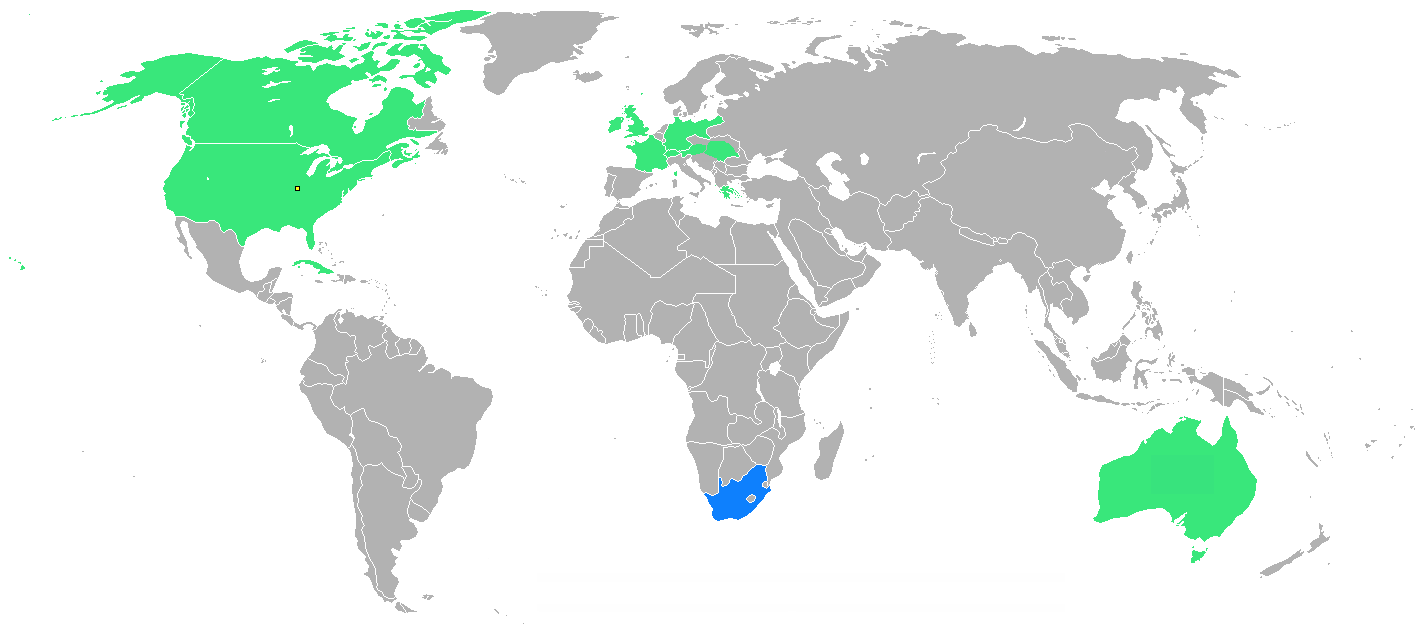
Participantes dos Jogos Olímpicos em 1904, com a nação estreante em azul (África do Sul)

Estes são os países participantes dos Jogos Olímpicos de 1904. Dentro dos parênteses, estão o número de competidores de cada país.
- RSA África do Sul (8)
- GER Alemanha (22)
- AUS Austrália (3)
- AUT Áustria (2)
- CAN Canadá (56)
- CUB Cuba (3)
- USA Estados Unidos (526)
- FRA França (1)
- GBR Grã-Bretanha (6)
- GRE Grécia (14)
- HUN Hungria (4)
- SUI Suíça (2)

Algumas fontes consideram de forma não-oficial a participação de um atleta da Itália, três da Noruega e um da Colônia de Terra Nova.

## Quadro de medalhas
| Ordem | País               | Medalha de ouro | Medalha de prata | Medalha de bronze |     |
| ----- | ------------------ | --------------- | ---------------- | ----------------- | --- |
| 1     | USA Estados Unidos | 76              | 78               | 77                | 231 |
| 2     | GER Alemanha       | 4               | 5                | 6                 | 15  |
| 3     | CAN Canadá         | 4               | 1                | 1                 | 6   |
| 4     | CUB Cuba           | 3               |                  |                   | 3   |
| 5     | ZZX Equipa mista   | 2               | 1                | 1                 | 4   |
|       | HUN Hungria        | 2               | 1                | 1                 | 4   |